# Педагогический колледж имени Ауэзова
Педагогический колледж им. Мухтара Ауэзова — одно из старейших и ведущих педагогических учебных заведений Казахстана.
- 1 июля 1903 года при учительской семинарии было создано три основных класса и один подготовительный класс.
- В 1904 году она была переведена на пятиклассную систему, где четыре класса были основными и один класс — подготовительной.
- В 1920 году он был переименован в Институт народного образования.
- В 1922 году на базе этого университета были открыты два педагогических училища (казахский и русский).
- В 1937 году на базе педагогического техникума были созданы две педагогические школы.
- В 1953 году были объединены две педагогические школы и открыта педагогическая школа имени К. Д. Ушинского.
- Школа была закрыта в 1957 году и вновь открыта в 1963 году.
- В 1967 году школе присвоено имя М. О. Ауэзова.
- 22 мая 1992 года педагогическое училище было преобразовано в колледж.

Учительская семинария, начавшая свою работу 23 сентября 1903 года, готовила учителей для начальных и начальных русско-казахских школ и сельских казахских школ. 5 октября 1906 года состоялось торжественное открытие нового корпуса учительской семинарии. Первыми директорами Семипалатинской учительской семинарии были Александр Владимирович Белый, а со 2 сентября 1906 года Михаил Николаевич Березников.
В учительской семинарии получили образование А. З. Сатпаев, М. О. Ауэзов, Ж. Аймаутов, К. И. Сатпаев, К. Нурмухаметов, Б. Сарсенов.
Учительская семинария действовала до сентября 1920 г. и была преобразована в институт народного образования. 24 января 1924 года институт народного образования был закрыт, а все его имущество передано Семипалатинскому педагогическому техникуму. Педагог А. З. Сатпаев, назначенный 1 декабря 1922 года директором Семипалатинского казахского педагогического училища, занимал эту должность до июля 1927 года.
С началом Великой Отечественной войны педагогическое училище внесло значительный вклад в решение проблемы нехватки специалистов, возникшей из-за того, что большая часть учителей школ ушла на фронт. Училище временно переехало в здание на Жданова, 3 (Молотова, 3). В старом здании педагогического училища находится военный госпиталь, летная школа. В годы Великой Отечественной войны многие выпускники училища ушли на фронт. Выпускники училища Изгутты Айтыков, В. А. Шулятиков, В. Бунтовских стали Героями Советского Союза.
В 1953 году два педагогических училища были объединены и переименованы в Педагогическое училище им. К. Д. Ушинского. В 1950—1960 годах колледж основали Уразалин Г. У., Акажанов Т., Бартыков А. В. Руководители: Абишев У. А., Даукеев Ж. Д. В 1953 году отмечалось 50-летие педагогического училища. Приказом Министерства народного образования от 10 сентября 1953 г. группа преподавателей: А. А. Красильникова, Н. Ф. Гечелло, Н. П. Вельская, М. Шаяхметова, З. П. Хомутова, В. С. Назирова, А. Г. Цикунова и др. награжден государственными наградами. В 1957 году в соответствии с приказом Министерства народного просвещения Казахской ССР о ликвидации педагогических школ прием абитуриентов в педагогическое училище прекратился.
В 1963 году педагогическое училище было вновь открыто. Директором педагогической училища назначен педагог А. Т. Бекбаев. Изначально учебный процесс проходил во вторую смену в старом здании школы № 16.
6 декабря 1967 года, накануне 70-летия со дня рождения М. О. Ауэзова, приказом Председателя Совета Министров Казахской ССР № 828 училищу присвоено имя писателя. В марте 1970 года училище вернулась в прежнее здание на улице Ш. Валиханова, было построено общежитие на 400 мест. В 1987 году, накануне 90-летия М. О. Ауэзова рядом старым зданием сдан в эксплуатацию новый учебный корпус. Ветеран Великой Отечественной войны и труда Асылхан Табылдиевич Бекбаев руководил педагогической школой около 25 лет.
С обретением независимости Казахстаном система образования претерпела нововведения. 25 мая 1992 года училище было преобразовано в педагогический колледж. В основном образовательном учреждении республики работают более 100 учителей, в том числе кандидат наук, два обладателя медали им. И. Алтынсарина, два отличника образования Республики Казахстан, пять заслуженных работников образования Республики Казахстан.
В 1930—1940 гг. Казахский педагогический техникум и училище возглавляли А. Жиенгалиев, Ш. М. Мухаметов, К.Хамитов, Т. И. Жайкбаев, Т. Мусин, М. С. Муртазин.
В колледже в разное время работали Халел Габбасов, журналист Сейтбаттал Мустафин, писатель и драматург Таир Жомартбаев, театральный деятель Галиакпар Туребаев, журналист Маннан Турганбаев.
Среди выпускников колледжа- академик Алкей Маргулан, доктор исторических наук, профессор Мусатай Акынжанов, министр просвещения Казахской ССР в 1941—1955 годах, доктор педагогических наук Абдихамит Сембаев, министр внутренних дел Казахской ССР Шыракбек Кабылбаев, журналист Гайса Сармурзин, Герой Социалистического Труда Жакия Чайжунусов, писатель Азильхан Нуршаихов.